# Imad Najah
Imad Najah (in arabo عماد نجاح‎?; Utrecht, 19 febbraio 1991) è un calciatore marocchino, nato ad Utrecht, nei Paesi Bassi, centrocampista o difensore del DHSC Utrecht.

## Caratteristiche tecniche
Mediano, può giocare anche come difensore centrale.